# Warlock
Warlock byla německá heavy metalová skupina založená v roce 1982. Zpěvačkou skupiny byla Doro Pesch. Skupina se rozpadla po vydání čtyř alb v roce 1988.

## Sestava

### 1983–1985
- Doro Pesch – zpěv
- Peter Szigeti – kytara
- Rudy Graf – kytara
- Frank Rittel – baskytara
- Michael Eurich – bicí

### 1985–1987
- Rudyho Grafa nahradil Niko Arvanitis

### 1987–1988
- Doro Pesch – zpěv
- Niko Arvanitis – kytara
- Tommy Bolan – kytara
- Tommy Henriksen – baskytara
- Michael Eurich – bicí

## Diskografie
- Burning the Witches (1984)
- Hellbound (1985)
- True As Steel (1986)
- Triumph and Agony (1987)